# Macaire l'Écossais
Macaire l'Écossais (né avant 1100, mort le 6 janvier 1153 à Wurtzbourg) est un moine bénédictin allemand d'origine irlandaise (Macaire est sans doute un nom latin pour McCarthy). Il est avec Kilian le saint patron de la ville.

## Biographie
Quand l'évêque de Wurtzbourg Embricho crée en 1139 une abbaye des Écossais, Macaire, alors prieur du abbaye des Écossais Saint-Jacques de Ratisbonne, en devient le premier abbé. Le monastère est un lieu d'accueil des pèlerins irlandais venus vénérer Kilian. De plus, les "Écossais" sont un important atelier d'écriture. En 1138, une chapelle Saint-Jacques est consacrée, l'église abbatiale est construite en 1156.
On attribue à Macaire des miracles comme une transformation de l'eau en vin ou d'être témoin de la chute d'un clocher de son église abbatiale alors qu'il est à Rome.
Le 31 mars 1615, le prince-évêque Jules Echter von Mespelbrunn relève ses cendres et les place dans le chœur de l'église Saint-Jacques. En 1818, ils sont transférés dans la chapelle Sainte-Marie de Wurtzbourg.
En 1730, une confrérie de Saint Macaire est fondée, elle disparaît lors de la Seconde Guerre mondiale.

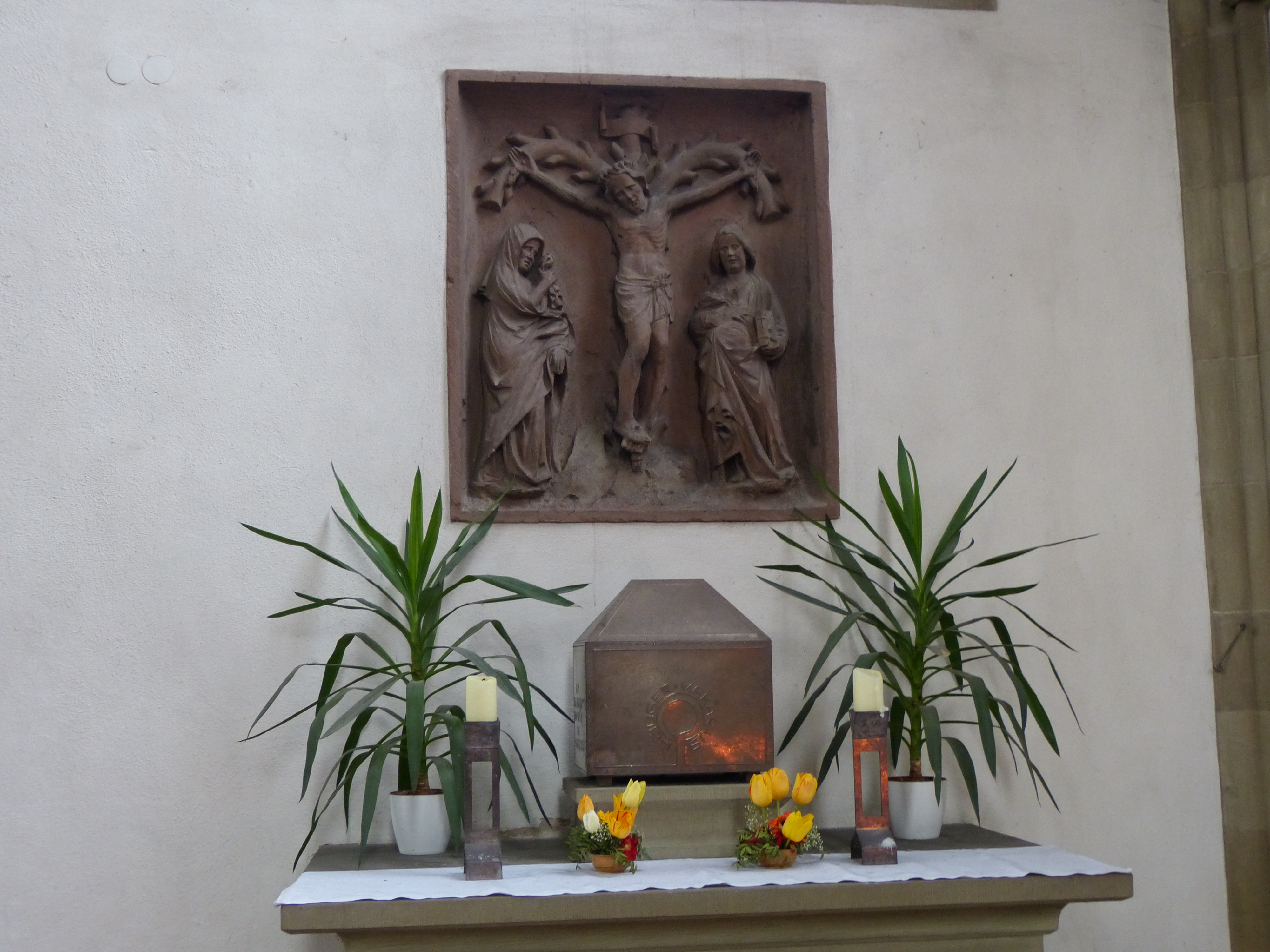
Reliquaire de Makarios dans la chapelle de la Vierge à Wuerzburg
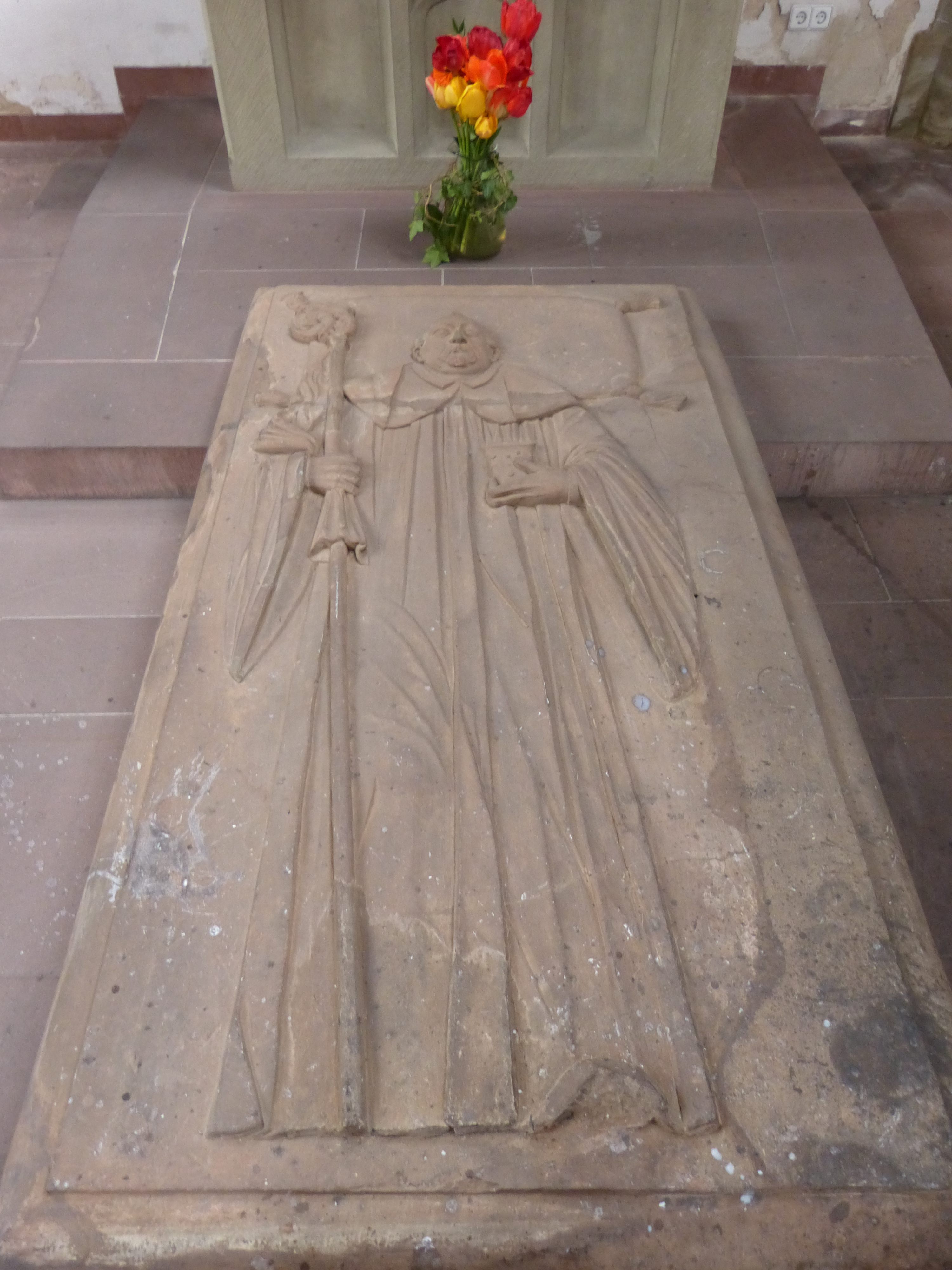
Plaque de couverture de l'ancienne tombe de haut Macaire dans la chapelle de la Vierge à Wuerzburg

## Source, notes et références
1. ↑  « Bienheureux Macaire l'Ecossais », sur cef.fr (consulté le 1er octobre 2020).

- (de) Cet article est partiellement ou en totalité issu de l’article de Wikipédia en allemand intitulé « Makarius » (voir la liste des auteurs).